# ويليام هاليت غريني
ويليام هاليت غريني (بالإنجليزية: William Hallett Greene) هو عسكري أمريكي، ولد في 1865، وتوفي في مايو 1942.